# 判検交流
判検交流（はんけんこうりゅう）とは、日本の裁判所や検察庁において、一定期間について裁判官が検察官になったり、検察官が裁判官になったりする人事交流制度のことである。裁判官が検察庁に出向中に検察官の充て職として法務省職員になっている例も含む。

## 概要
この制度が始まった経緯は、第二次世界大戦終結間もない頃、司法省に民事の専門家が不足していたことによる。1960年代までは裁判所・法務省の人事交流は合計で10数名程度であった。1974年の時点では法務省において検事が担当する186の役職を、検事が139名、裁判官からの出向者が47名を占め、後者の割合が約25パーセントであった。事務次官、刑事局長、官房長、人事課長、会計課長は検事、民事局長、訟務局長、官房審議官、同参事官、同秘書課長は裁判所からの出向者が就いた。裁判において国側代理人となる訟務局長は法務大臣が任命するが、慣例的に裁判官が割り当てられている。
1974年に最高裁判所と法務省の間で人事交流の促進についての協定が交わされ、1975年には合計が34名（内、法務省職員は20名）、1978年には合計が42名（内、法務省職員は22名）、1981年には合計が47名（内、法務省職員は24名）、1984年には合計が51名（内、法務省職員は25名）、1988年2月の時点では220の役職に、検事132名、裁判所からの出向者88名と割当てられ、後者の割合が40パーセントと増加した。
1999年には合計が101名（内、法務省職員は45名）、さらに増加傾向を示すようになった。裁判官から法務省の民事局や訟務部門（訟務局など）へ出向する例が多いが、裁判官が検察官になる例や逆に検察官が裁判官になる例もある。
判検交流には、法律家としての視野を広げる効果が期待されている。

## 問題点
- 旧憲法下では予審制が存在し、裁判官が合法的に刑事事件の起訴を決定する形式は存在した。
  - 2012年、裁判官が検察庁検察官に割り当てられたうえ刑事事件の起訴を行うのは不公正であるとして、裁判所と検察庁との間の人事交流は廃止された[4]。
  - この改革の際、笠間治雄検事総長は検察庁に、内部調査機関である最高検察庁監察指導部を新設したが、この制度には学識経験者は参与するものの、裁判所や弁護士は直接には参与しないことになった[5]。

- 法務省付け検事（検察官でない）と裁判所の裁判官との人員入替えは、現在も続いている。
  - 法務省の訟務局長には、ほぼ必ず裁判官が検事となって割り当てられる。法務省の訟務検事として国の代理人を務めた裁判官検事がのち裁判所に戻り国に対する賠償請求訴訟の審理を担当するのは、たとえ別の訴訟ではあっても、裁判の公正を損なうと日本弁護士連合会などから指摘されている[6][7]。そのため、日本弁護士連合会などから判検交流の禁止を求める意見は強い。2022年9月1日には東京地裁の行政部の裁判長だった春名茂裁判官が、国側の代理人として対応する法務省訟務局のトップに就任し、判検交流に対する批判が高まっている[8]。
  - 2022年には国会でも立憲民主党議員が判検交流を問題視して、齋藤健法務大臣に質疑を行っている[9]。
  - なお、国家賠償法による訴訟の前に行政不服審査手続を扱うことがある行政不服審査会も、2022年、裁判所で行政部を担当していた裁判官である原優が就任しており、同じ問題がある（行政不服審査会の委員は、総務大臣が両議院の同意を得て任命する）。

## 対応
問題点を改善するために、法務省は検事を弁護士事務所に派遣したり、企業で研修させたりする制度を開始し、弁護士や大学教授、臨床心理士を調査員などに登用するようになったと説明している。
また、「誤解を生むような制度は続けるべきではない」との判断から、刑事裁判の部門における判検交流が2012年度から廃止されたとされている。しかし、民事裁判の部門における判検交流については規模を縮小するものの引き続き存続される方針である。